# Dermatoscopia

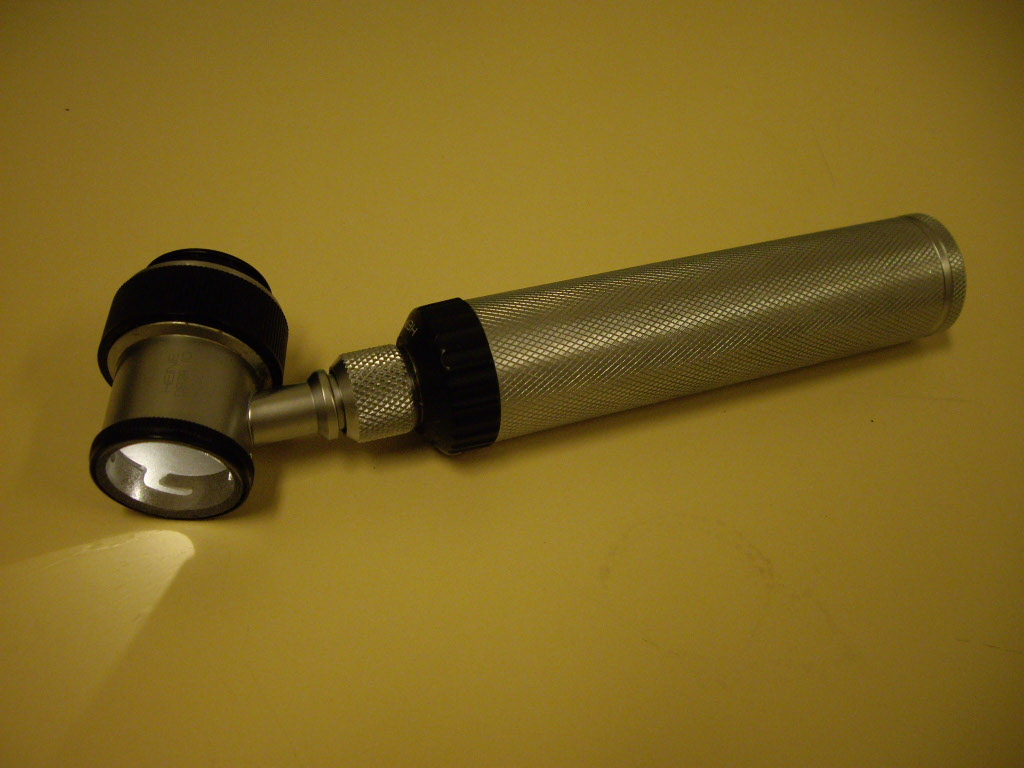
Dermatoscopio con luz convencional

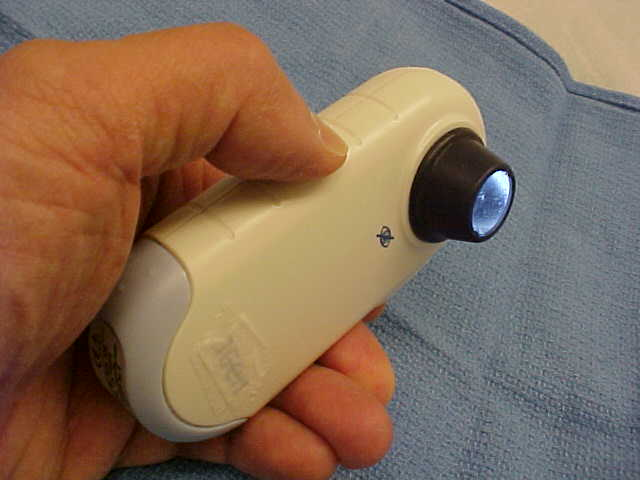
Dermatoscopio con luz polarizada

La dermatoscopia, también llamada microscopía de epiluminiscencia, microscopía de luz refleja, dermoscopia, microscopia de superficie, microscopia directa de la piel, episcopia o simplemente epiluminiscencia, es una técnica no invasiva de diagnóstico en dermatología, que mediante un instrumento óptico, llamado dermatoscopio, permite examinar mejor las lesiónes por debajo de la superficie cutánea amplificando in-vivo la imagen sospechosa una vez eliminados los fenómenos de refracción y reflexión de la luz sobre la piel.

## Etimología
Es incorrecto ponerle tilde a la letra "i" ("dermatoscopía") ya que es una acentuación antietimológica con hiato.

## Tipos de dermatoscopia
Un dermatoscopio está compuesto por una fuente de luz transiluminosa y una óptica de aumento (generalmente un aumento x10). Hay tres modos principales de dermatoscopia:
·        Luz no polarizada, contacto.
·        Luz polarizada, contacto.
·        Luz polarizada, sin contacto.
La luz polarizada permite una visualización más profunda de las estructuras de la piel, mientras que la luz no polarizada proporciona información sobre la piel superficial. Los dermatoscopios modernos permiten a los usuarios alternar los dos modos, lo que proporciona información complementaria.

## Aplicaciones de la dermatoscopia
1. La aplicación típica de la dermatoscopia es la detección temprana del melanoma.
2. La dermatoscopia digital (videodermatoscopia) se utiliza para controlar las lesiones cutáneas sospechosas de melanoma. Las imágenes de dermatoscopia digital se almacenan y comparan con las imágenes obtenidas durante la próxima visita del paciente. Los cambios sospechosos en dicha lesión son una indicación de escisión. Las lesiones cutáneas, que parecen no cambiar con el tiempo, se consideran benignas.[6][7] Los sistemas comunes para la dermatoscopia digital son Fotofinder, Molemax, DermoGenius, Easyscan o HEINE.
3. Ayuda en el diagnóstico de tumores cutáneos, como los carcinomas de células basales,[8] carcinomas de células escamosas,[9] cilindromas,[10] dermatofibromas, angiomas, queratosis seborreica y muchos otros tumores cutáneos comunes tienen hallazgos dermatoscópicos clásicos.[11]
4. Ayuda en el diagnóstico de sarna y piojo púbico. Al teñir la piel con tinta china, un dermatoscopio puede ayudar a identificar la ubicación del ácaro en la madriguera, facilitando el raspado de la madriguera escabética. Al aumentar el piojo púbico, permite un diagnóstico rápido de los pequeños insectos difíciles de ver.[12][13]
5. Ayuda en el diagnóstico de verrugas. Al permitir que un médico visualice la estructura de una verruga, para distinguirla del maíz, callos, trauma o cuerpos extraños. Al examinar las verrugas en las últimas etapas del tratamiento, para asegurar que la terapia no se detenga prematuramente debido a las estructuras de verrugas difíciles de visualizar.
6. Ayuda en el diagnóstico de infecciones fúngicas. Para diferenciar la tiña del "punto negro" o la tiña de la cabeza (infección fúngica del cuero cabelludo) de la alopecia areata.[14]
7. Ayuda en el diagnóstico de enfermedades del cabello y el cuero cabelludo, como alopecia areata,[15] alopecia androgénica femenina, monilethrix,[16] síndrome de Netherton,[17] y síndrome del cabello lanoso.[18] La dermatoscopia del cabello y el cuero cabelludo se llama tricoscopia.[19][20]
8. Determinación del margen quirúrgico de los cánceres de piel difíciles de definir. Ejemplos serían la enfermedad de Bowen, carcinomas basocelulares superficiales y lentigo malignas. Estos tumores tienen márgenes muy poco definidos. Al permitir que el cirujano identifique correctamente la extensión real del tumor, la cirugía repetida a menudo disminuye.
9. Diferenciación de tiña negra de melanoma maligno o nevo melanocítico de unión.[21]

## Técnica
El dermatoscopio convencional es un estereomicroscopio o microscopio manual pues es un instrumento dotado de un sistema óptico de amplificación de imagen (lentes de aumento) y una fuente de luz convencional o polarizada. Para disminuir la reflexión o refracción de la luz por parte de la epidermis se usa una interfase líquida (agua, aceite o alcohol) lo que permite ver estructuras anatómicas de la epidermis o de la dermis papilar que  no son visibles a simple vista. 
Usando luz polarizada igualmente es posible obtener la visualización de estructuras anatómicas debajo de la superficie sin necesidad de  la interfase líquida o de poner el instrumento en contacto con la piel.
Cuando el dermatoscopio se acopla a un sistema informático que permite el control digital de lesiones pigmentadas, se denomina microscopía de epiluminiscencia digitalizada con el cual se obtiene imágenes tridimensionales.

## Historia
La dermatoscopia tiene origen a mediados de la Edad Moderna (siglo XVI).
En 1655 Pierre Borrel, médico, botánico y alquimista francés, fue el primero en utilizar esta técnica para observar los capilares del lecho ungueal con un microscopio (técnica de dermatoscopia que actualmente se llama capilaroscopia).
En 1878, Ernst Karl Abbe, físico y optometrista alemán y Carl Zeiss, fabricante de microscopios, sustituyeron el agua por aceite de cedro para aumentar la resolución de los microscopios. Se obtenían imágenes más claras y de mayor aumento.
En 1879, Carl Hueter, cirujano alemán, publicó estudios realizados con una lupa y luz artificial sobre los capilares del labio inferior.
En 1893, Paul Gerson Unna, padre de la dermatopatología alemana, descubrió que las capas superiores de la epidermis bloqueaban la penetración de la luz y utilizó aceites solubles para hacer la piel más translúcida. Utilizaba una laminilla de cristal aplicada sobre aceites de inmersión (sándalo) para estudiar lesiones de liquen plano y lupus. Esta técnica se denomina <<diascopia>>.
En 1920, Johan Saphier, acuñó el término «dermatoscopia» en 1920 para designar una nueva técnica diagnóstica que consistía en la visualización de la piel mediante una fuente luminosa y un microscopio binocular.
En 1950, Goldman estudió las lesiones hiperpigmentadas cutáneas con un microscopio. Esta técnica de denomina <<dermoscopia>>.
En 1990, Kreusch y Rassner revolucionaron los aparatos para realizar dermatoscopia al desarrollar un microscopio-estéreo-binocular portable, que era fácil de usar, cómodo y capaz de dar aumentos de 10 hasta 40x; sin embargo, este aparato tenía la desventaja de ser muy caro y al utilizarlo consumía mucho tiempo. El desarrollo de un dermatoscopio manual redujo estas desventajas y se perfeccionó, hasta que a finales del siglo XX se introdujeron dermatoscopios que tenían una fuente mejorada de luz y óptica. Este tipo de aparatos hizo posible que la técnica de la dermatoscopia estuviera disponible para la práctica diaria.
Durante el año 2000 se desarrolló una reunión de consenso virtual a través de Internet llamada Consensus Net Meeting on Dermoscopy. En ella varios especialistas de todo el mundo evaluaron 148 lesiones pigmentadas cutáneas y validaron el método denominado algoritmo en 2 etapas.
Actualmente, la guía europea de melanoma y la guía basada en la evidencia de melanoma de Austria y Nueva Zelanda (2008) recomiendan el uso de la dermatoscopia para el diagnóstico de melanoma.